# 艾伦·爱默生
恩尼斯特·艾伦·爱默生二世（英語：Ernest Allen Emerson II，1954年6月2日—2024年10月15日）是一名美国德克薩斯州大學奧斯汀分校计算机科学家和荣誉教授。2007年，他与爱德蒙·克拉克和约瑟夫·斯发基斯一起因在模型檢驗取得的杰出贡献而获得图灵奖。

## 参照
1. ↑  . University of Texas. 2008-02-04  [2013-12-22]. （原始内容存档于2008-05-09）.